# Hermann Warmbold
Hermann Warmbold est un homme politique allemand, né le 21 avril 1876 à Klein Himstedt, bureau de Marienburg (de) (province de Hanovre) et mort le 11 mars 1976 à Tegernsee (RFA).
Il est ministre du Travail en 1932 et ministre de l'Économie de 1931 à 1932 puis de 1932 à 1933.

## Biographie
Après son baccalauréat, il travaille d'abord dans l'agriculture, puis devient volontaire d'un an dans le 77e régiment d'infanterie (de) de Celle, en dernier lieu comme premier-lieutenant.